# SV Freden
Der SV Freden (offiziell: Sportverein Freden von 1919 e.V.) ist ein Fußballverein aus der Gemeinde Freden im Landkreis Hildesheim in Niedersachsen.

## Vereinsgeschichte
Der Verein in der heutigen Form ist aus dem 1919 gegründeten SC Frisch Auf sowie der freien und der deutschen Turnerschaft Groß- und Kleinfreden hervorgegangen.

## Fußballabteilung
In der Spielzeit 1947/48 spielte der SV Freden in der Landesliga Niedersachsen, der damals höchsten niedersächsische Amateurklasse. Der Verein stieg zum Saisonende als Tabellenvorletzter der Staffel Hildesheim ab. Nachdem der SV Freden noch bis 1951 der zweithöchsten Amateurklasse angehörte, spielte er nur noch in den unteren Spielklassen des Niedersächsischen Fußballverbandes.
In den 2000er Jahren pendelte der SV Freden zwischen der Kreisliga und der darunterliegenden 1. Kreisklasse im Fußballkreis Hildesheim. Seit dem Abstieg in der Saison 2018/19 spielt der Verein in der 1. Kreisklasse. Zur Saison 2020/21 nimmt der SV Freden mit sieben Mannschaften am Spielbetrieb teil. Neben zwei Herren-, einem Damen- und zwei Jugendteams stellt der Verein in einer Spielgemeinschaft mit der Kulturgemeinschaft Hörsum eine Altherren- und eine Altsenioren-Mannschaft.

## Infrastruktur
Für den Trainings- und Spielbetrieb stehen dem SV Freden zwei Naturrasenplätze sowie zwei Sporthallen zur Verfügung. Die Heimspiele werden in der Regel in dem mit einer Bewässerungsanlage ausgestatteten Leinestadion ("A-Platz") ausgetragen. Der unmittelbar daneben in den Leinewiesen gelegene B-Platz verfügt über eine vereinseigene Flutlichtanlage. Darüber hinaus kann der Verein seit 2015 auf einen eigenen ebenfalls am Sportzentrum gelegenen Fitnessraum zurückgreifen.

## Veranstaltungen
Neben den turnusmäßigen Heim- und Auswärtsspielen sowie einem selbstausgerichteten Hallenturnier ist der Verein auch für seine jährlich stattfindenden Veranstaltungen "Rot-Weiße Ballnacht" und "Oldienight" bekannt. 